# Io vorrei che per te
Io vorrei che per te è un singolo di Edoardo Bennato pubblicato il 25 settembre 2015. Ad eccezione di La mia città, questo brano è il primo singolo ad aver anticipato l'uscita dell'album Pronti a salpare. Lo stesso cantautore ha affermato che il brano è stato dedicato alla figlia.